# Ralf Hoja
Ralf Hoja (* 11. Februar 1961 in Dortmund) ist ein ehemaliger deutscher Eishockeyspieler, der unter anderem für den ECD Iserlohn und Berliner SC in der Bundesliga aktiv war. Seit dem Ende seiner Spielerkarriere ist er als Trainer im Nachwuchs- und im semiprofessionellen Bereich tätig.

## Karriere
Sein Debüt in der Bundesliga gab Ralf Hoja im Alter von 18 Jahren in der Saison 1979/80 für den ECD Iserlohn. Anschließend wechselte er für zwei Jahre zum Berliner Schlittschuhclub, ehe er zur Spielzeit 1982/83 nach Iserlohn zurückkehrte und mit acht Toren und insgesamt 14 Scorerpunkten seine bis dahin persönlich erfolgreichste Saison absolvierte. Im darauffolgenden Jahr konnte er diese Werte nicht bestätigen. Er wechselte während der Saison zum EHC Essen-West in die 2. Bundesliga, mit dem er den Aufstieg in die Bundesliga feierte. Daraufhin kehrte der Stürmer ein weiteres Mal zum ECD zurück.
Nach zwei weiteren Bundesliga-Jahren in Iserlohn setzte Hoja seine Karriere in der Saison 1986/87 beim Zweitligisten Duisburger SC fort. Ein Jahr später schloss er sich dem ERC Westfalen Dortmund aus der Oberliga an, mit dem ihm 1988 der Aufstieg in die 2. Bundesliga begann. Ein Jahr später beendete er seine Karriere.

### Trainerlaufbahn
Nach seiner Spielerkarriere schlug Ralf Hoja eine Laufbahn als Trainer ein und legte im Jahr 2000 die Prüfung zum Diplom-Trainer ab. Im selben Jahr führte er die Junioren-Mannschaft des Iserlohner EC zur Deutschen Meisterschaft. Über viele Jahre war er auch für den Landeseissportverband Nordrhein-Westfalen (LEV NRW) tätig und unterstützte in dieser Funktion auch den Deutschen Eishockey-Bund (DEB), indem er als Mitglied des Trainerteams hauptsächlich Junioren-Nationalmannschaften auf internationale Turniere begleitete. Als Co-Trainer der deutsche Frauen-Nationalmannschaft nahm er an den Olympischen Winterspielen 2002 teil.
Im Sommer 2008 übernahm Hoja für fünf Jahre als Cheftrainer die U18-Junioren-Mannschaft des Krefelder EV, die in der Deutschen Nachwuchsliga spielte. Nachdem er anschließend wieder für den LEV gearbeitet hatte, übernahm er mit den Hammer Eisbären aus der Regionalliga zur Saison 2016/17 erstmals eine Seniorenmannschaft. Mit dem Team stieg er im Jahr 2020 in die Oberliga auf. Ein Jahr später legte er sein Amt aus beruflichen Gründen nieder. Seit der Saison 2023/24 trainiert er die Eisadler Dortmund und führte die Mannschaft direkt ins Regionalliga-Finale.

## Erfolge und Auszeichnungen

### Als Spieler
- 1984 Aufstieg in die Bundesliga mit dem EHC Essen-West
- 1988 Aufstieg in die 2. Bundesliga mit dem ERC Westfalen Dortmund

### Als Trainer
- 2000 Deutsche Juniorenmeisterschaft mit dem Iserlohner EC
- 2020 Aufstieg in die Oberliga mit den Hammer Eisbären
- 2024 und 2025 Regionalliga-Vizemeister mit den Eisadler Dortmund

## Karrierestatistik

### International
Vertrat Deutschland bei:
- U18-Junioren-Europameisterschaft 1979
- U20-Junioren-Weltmeisterschaft 1980

(Legende zur Spielerstatistik: Sp oder GP = absolvierte Spiele; T oder G = erzielte Tore; V oder A = erzielte Assists; Pkt oder Pts = erzielte Scorerpunkte; SM oder PIM = erhaltene Strafminuten; +/− = Plus/Minus-Bilanz; PP = erzielte Überzahltore; SH = erzielte Unterzahltore; GW = erzielte Siegtore; 1 Play-downs/Relegation; Kursiv: Statistik nicht vollständig)

## Familie
Ralf Hoja ist der Sohn von Dieter Hoja, der in der Eishockey-Bundesliga als Spieler für den TuS Eintracht Dortmund und die Düsseldorfer EG sowie als Trainer für den EC Deilinghofen bzw. ECD Iserlohn, Kölner EC und SC Riessersee tätig war. Beim ECD und später auch in Duisburg und Dortmund spielte Ralf Hoja im Team seines Vaters.
Seine Tochter Anna Hoja ist professionelle Volleyball- und Beachvolleyballspielerin.